# Iréne Tostar
Birgitta Iréne Tostar född 25 april 1956 i Västra Sönnarslöv Skåne, är en svensk TV-producent och projektledare på TV.
Tostar studerade vid Dramatiska Institutets produktionsledarlinje 1986-1989.

## Producent
- 1992 – En komikers uppväxt (TV-serie)
- 1999 – Torsk på Tallinn - En liten film om ensamhet
- 2001 – Kaspar i Nudådalen (TV-serie)